# Водорозбірна колонка

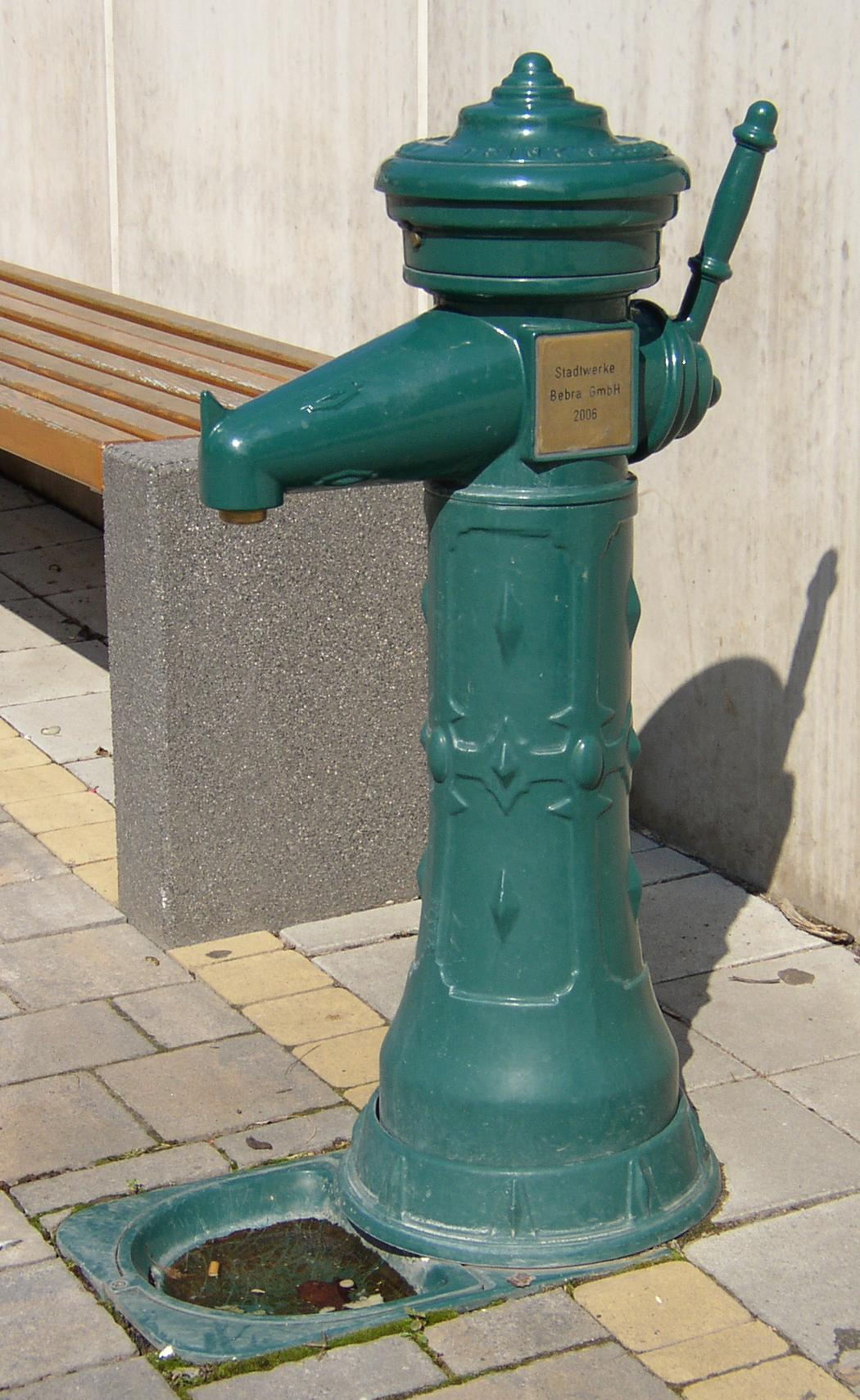
Колонка в Бебрі, Німеччина

Водорозбірна колонка, також питний гідрант — окремо стоячий на відкритому повітрі пристрій для подачі питної води з водопроводу на поверхню землі, споряджений краном. Вживається як в сучасних містах, так і в місцевостях, де відсутне безпосереднє централізоване підведення води до житлових будинків.
Колонка складається з гідроклапана, ежектора, водопіднімної труби і колони зі встановленим на ній важелем (чи вентильною ручкою). Важіль при розташуванні попереду може бути споряджений виїмкою, куди можна почепити відро.
За користування колонками часто збирається плата: чи за кожен літр сторожу-доглядачу колонки (поширено в Африці), чи у вигляді передплати.

## Використання
У Великій Британії «Надзвичайний наказ про посуху» дозволяє водопровідній компанії вимикати первинне водопостачання до будинків і замість цього подавати воду з резервуарів або стояків на вулицях. Це було зроблено в деяких областях, наприклад, під час спеки 1976 року.
У деяких країнах Середнього Сходу, Карибського басейну та Північної Африки стояк використовується як комунальне водопостачання для мікрорайонів, де немає індивідуального водопостачання. У таких регіонах, як Марокко, стояки часто не дають надійних послуг і призводять до дефіциту води для великої кількості людей.
В Україні водорозбірні колонки встановлювали на початку розвитку водопровідно-каналізаційних господарств у містах. Кількість колонок зменшувалася з покращенням життєвих умов населення, з виконанням благоустрою. З появою можливості забезпечувати споживачів водопостачанням до приміщення, зайві водозабори відключалися. Нині діючі водорозбірні колонки переважно розташовуються як в міських скверах, парках, так і в дворах житлових кварталів, на перетині вулиць, та бути як у вигляді бюветів, так і звичайних гідрантів. Вода з деяких скважин може вважатися технічною, і бути не придатною для вживання, тож бюветні комплекси переважно підпорядковуються житлово-комунальним господарствам або міським комунальним підприємствам, фахівці яких регулярно контролюють якість води, справність роботи ВРК та своєчасно їх обслуговують. Вони можуть мати електричний мотор та качати воду зі скважини автоматично, або мати важіль для ручної праці. Через особливості клімату у зимову пору року водорозбірні колонки мають властивість замерзати на морозі через неправильну експлуатацію.

## Галерея

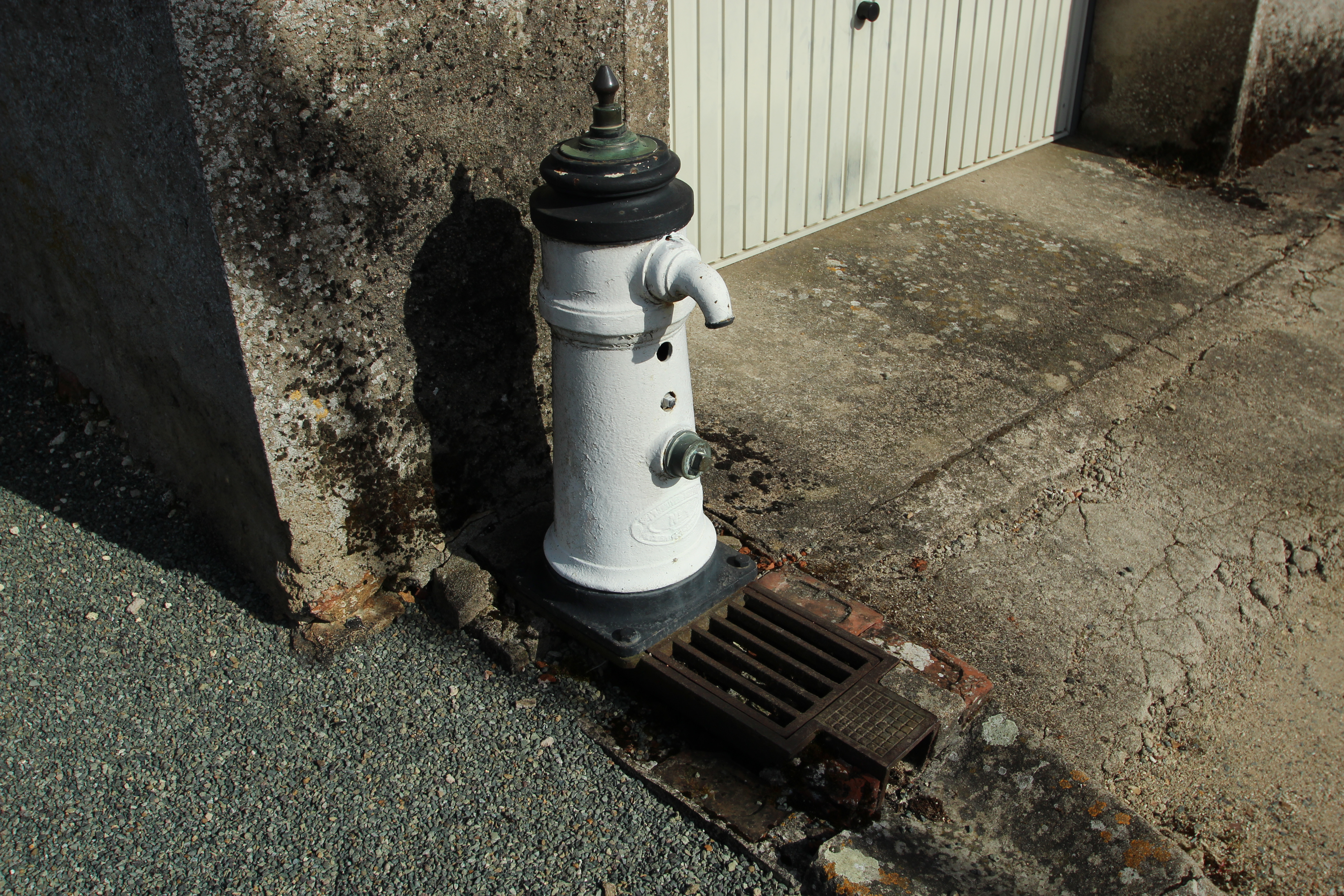
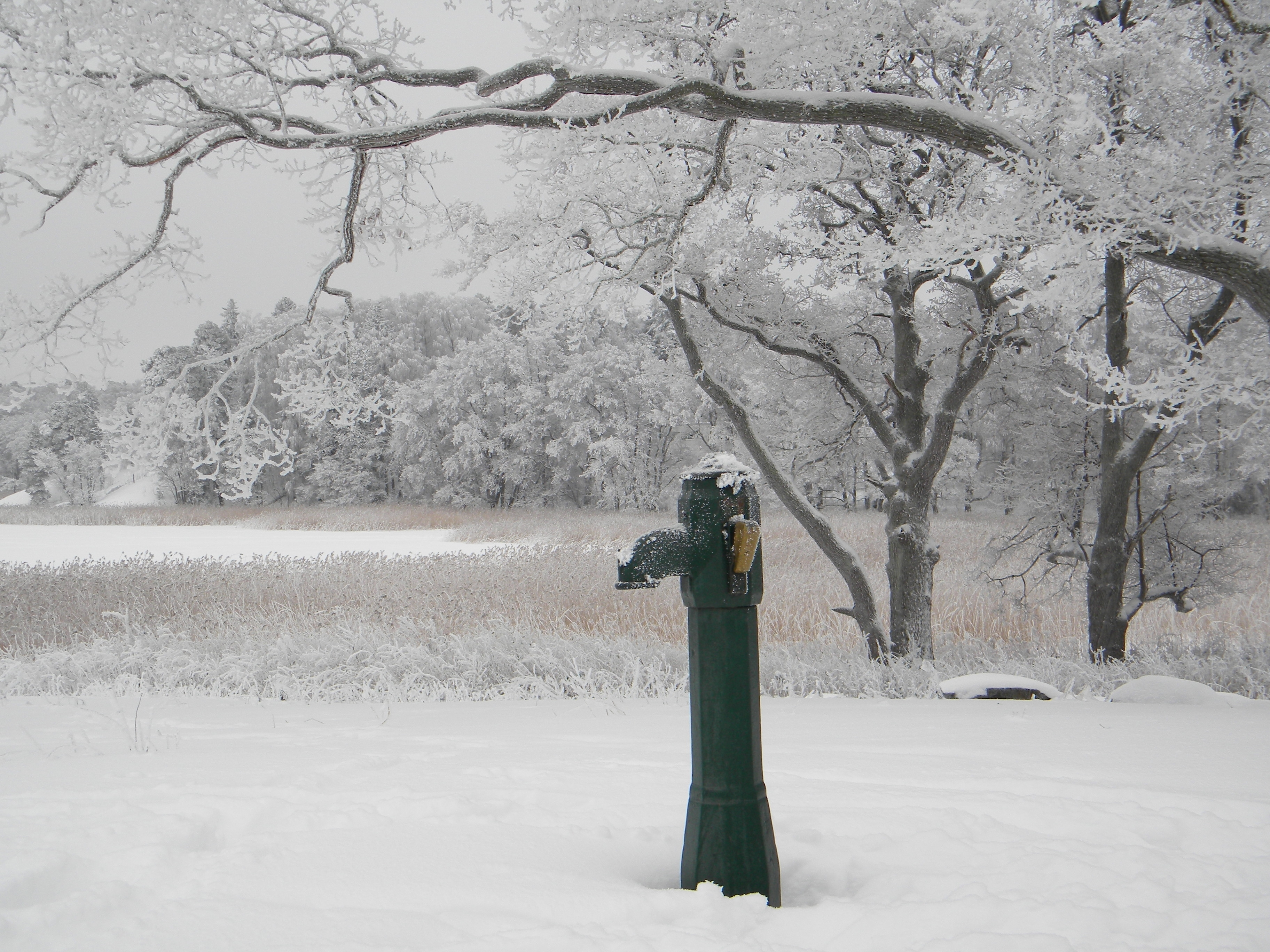
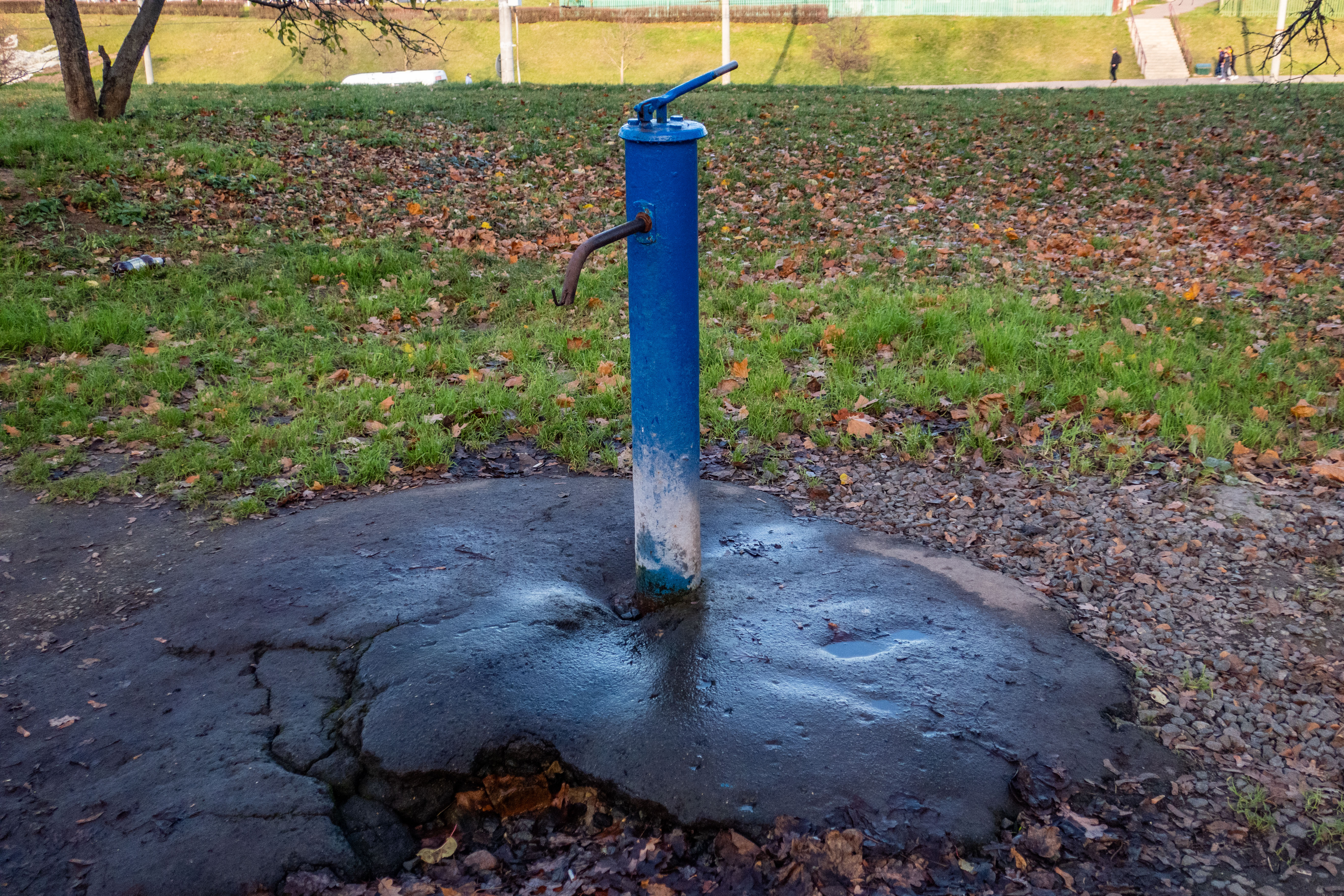
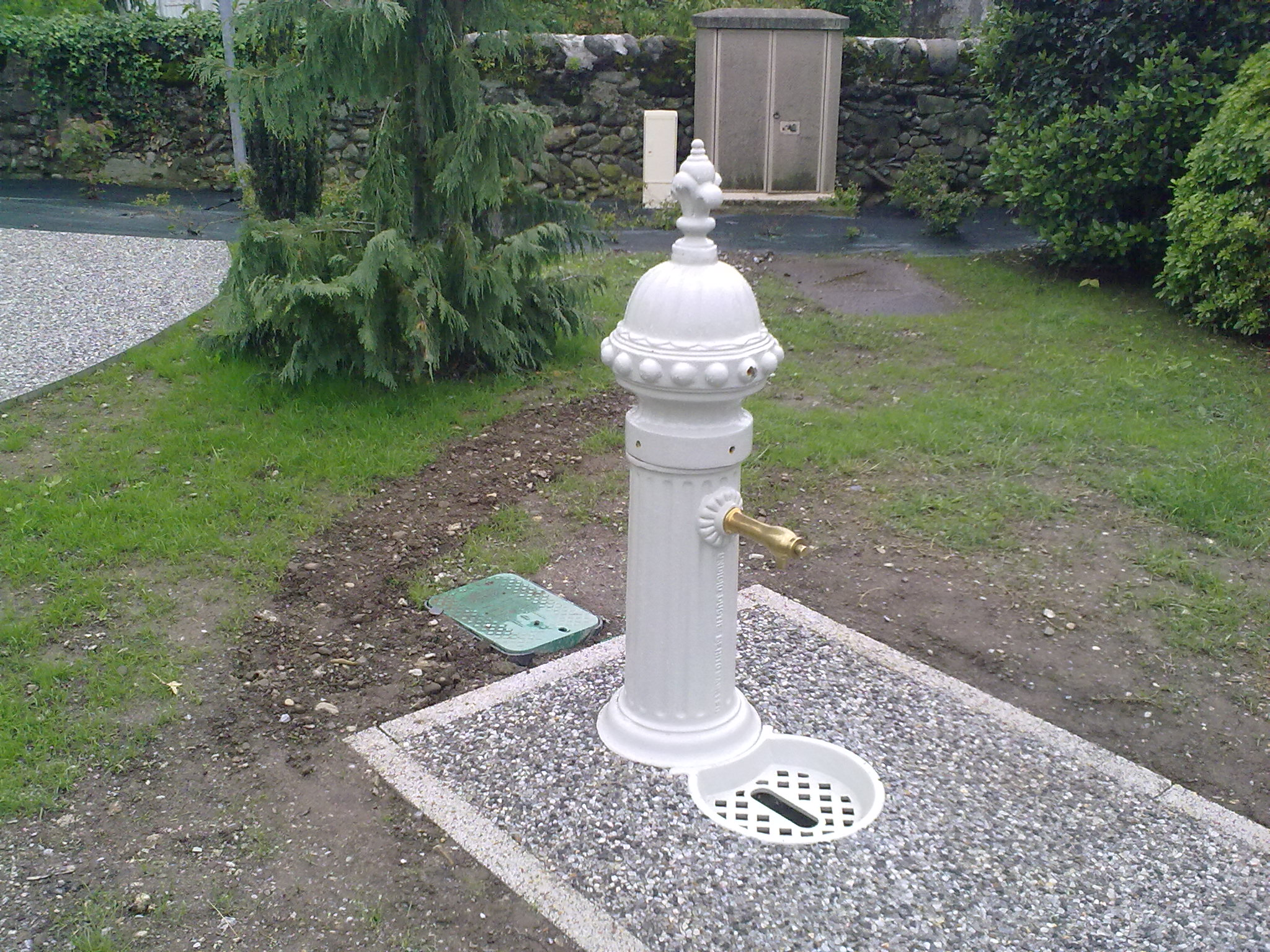
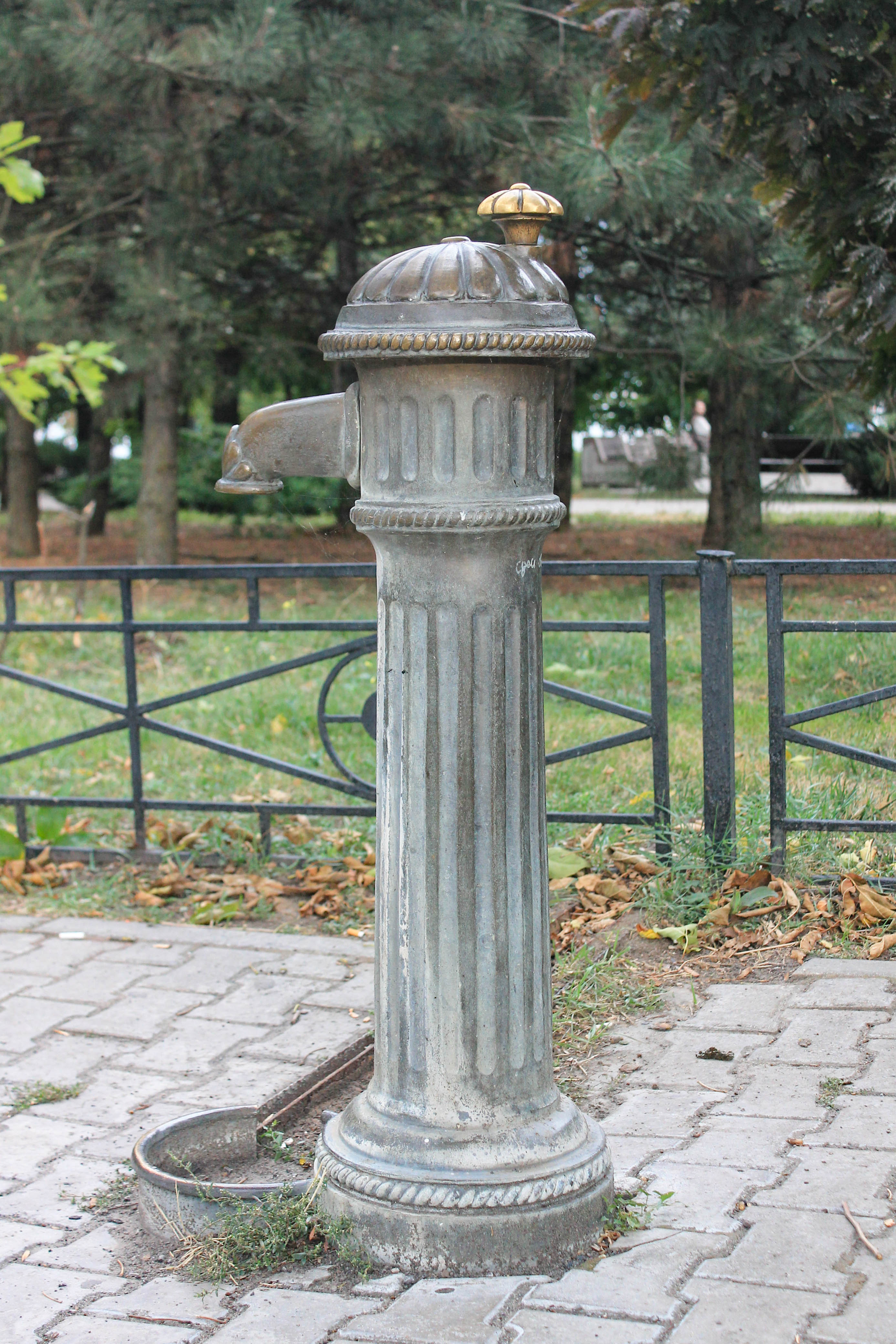
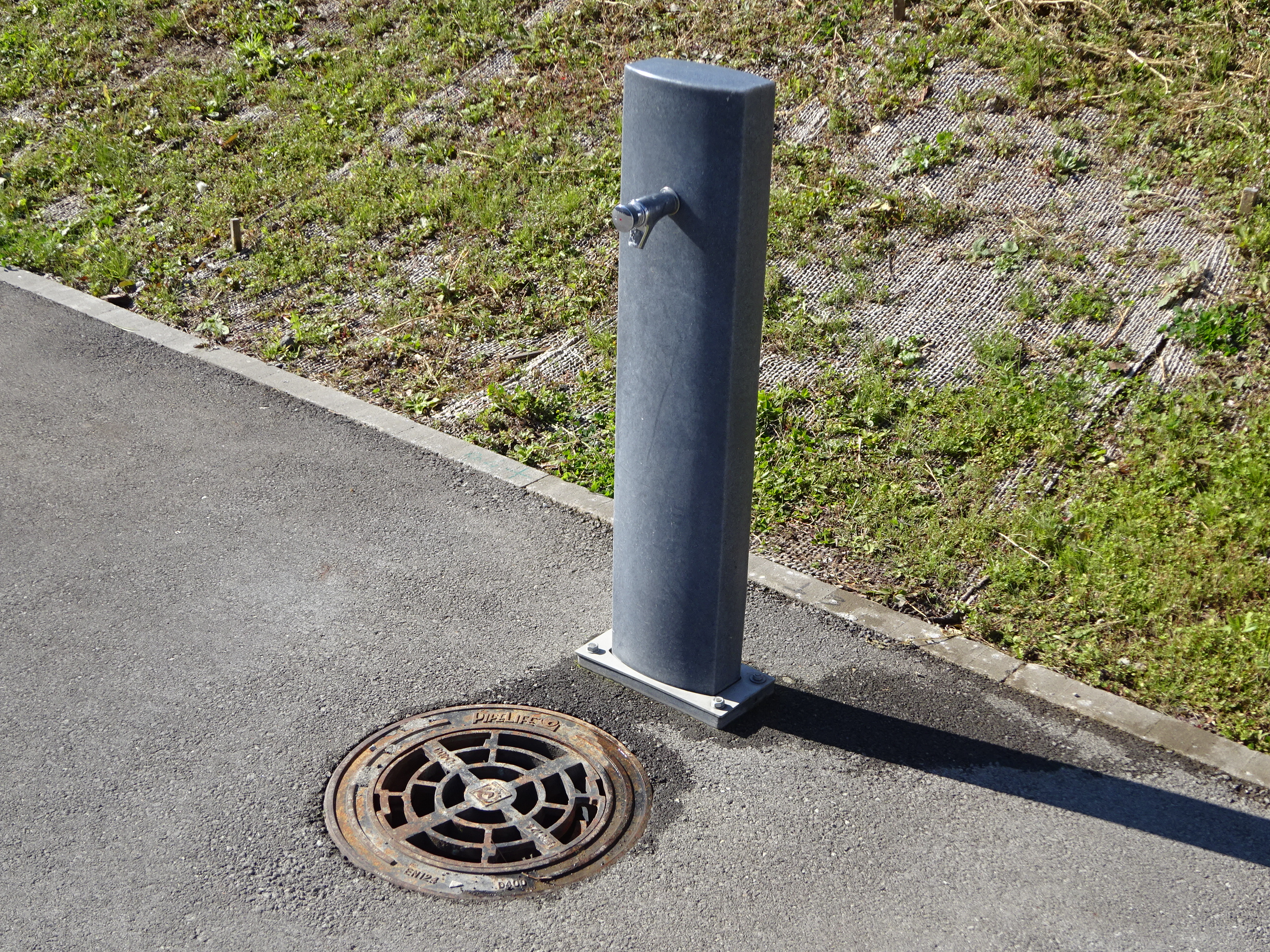
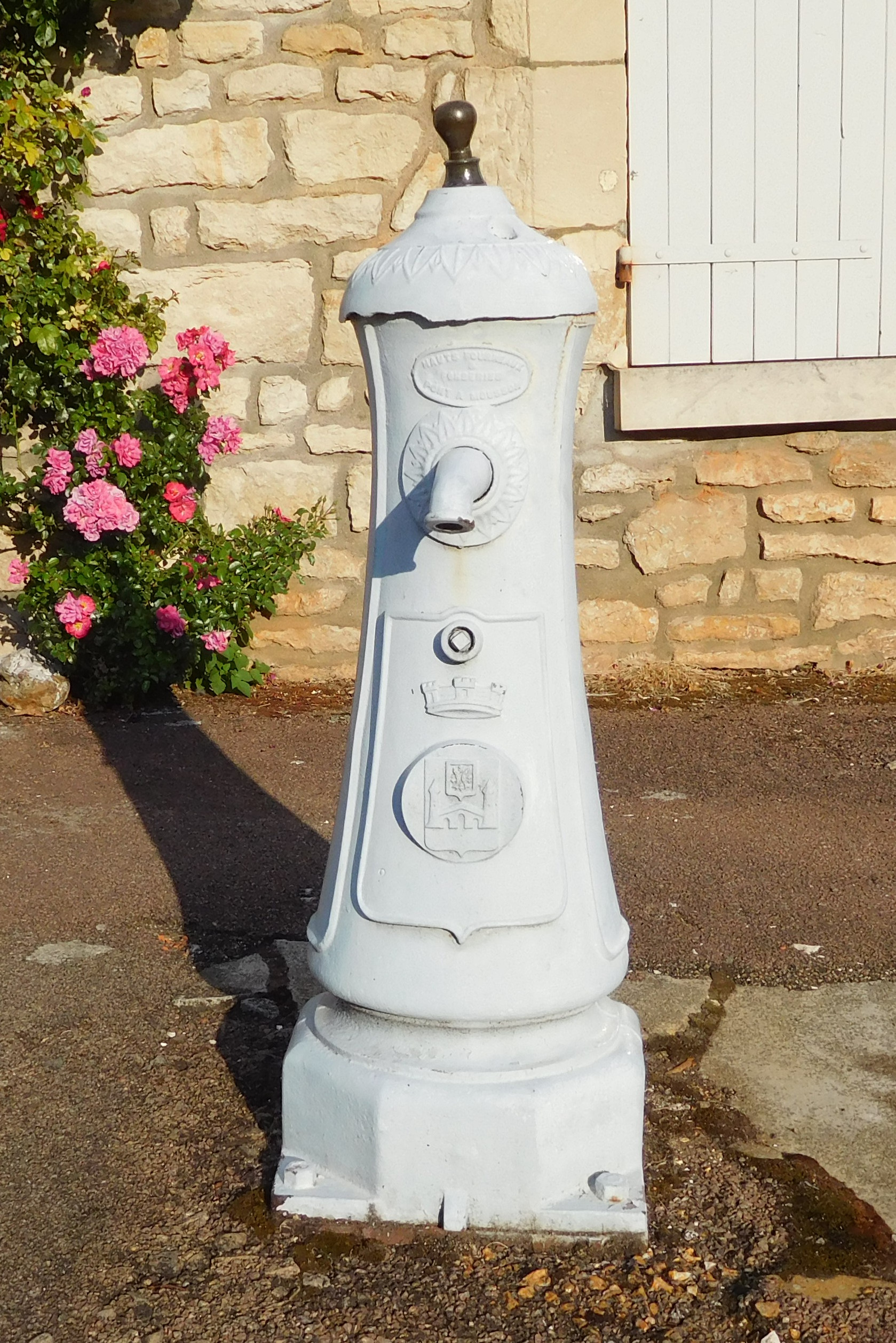
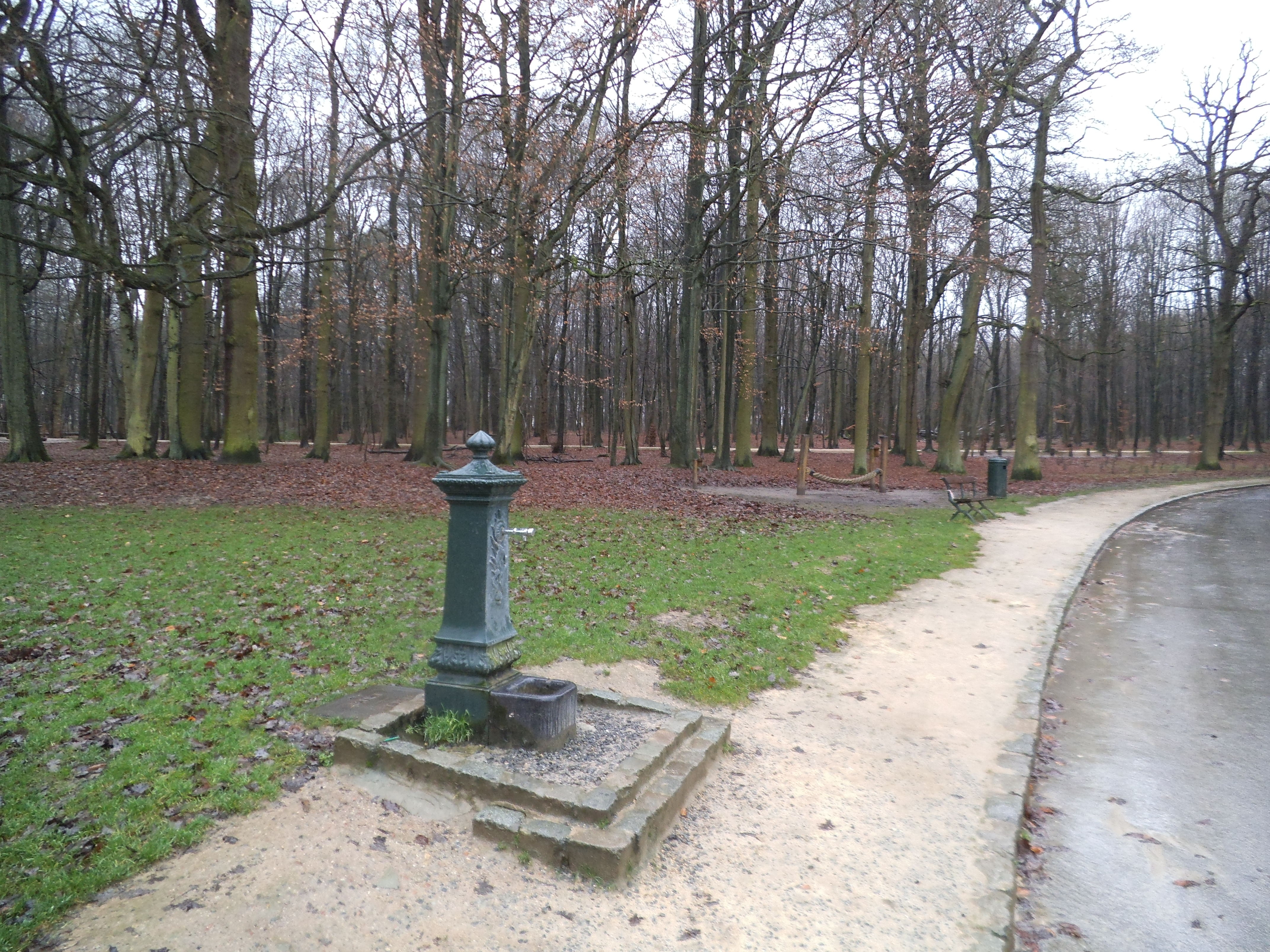
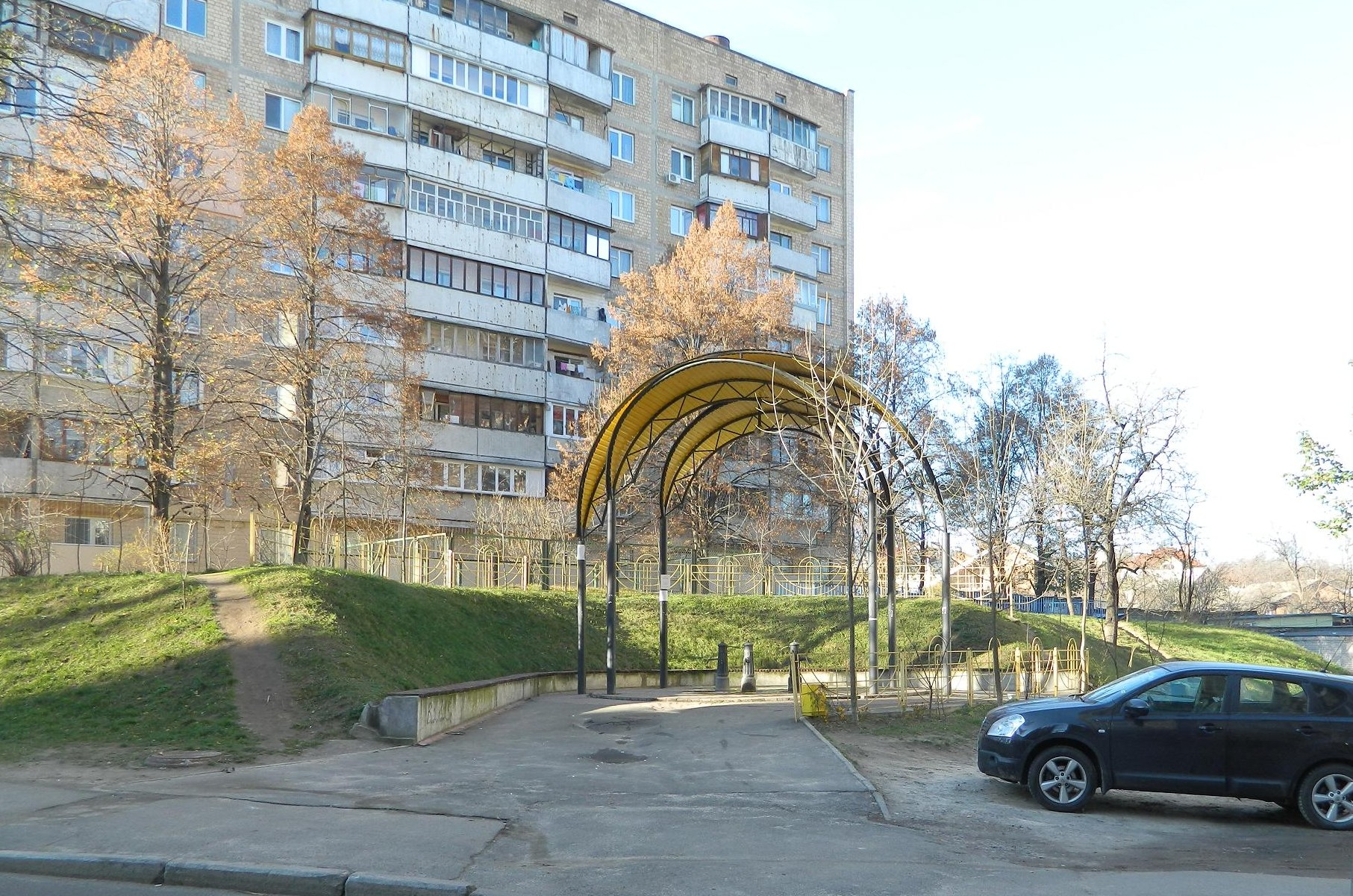